# Eugene Robert Glazer
Eugene Robert Glazer (ur. 16 grudnia 1942 w Brooklynie w USA) – amerykański aktor. Znany głównie z serialu Nikita jako szef sekcji pierwszej.
Dorastał w Brooklynie, tam też się uczył i pracował w różnych zawodach, również próbował aktorstwa. W latach 70. przeniósł się do Los Angeles,  by tam całkowicie oddać się aktorstwu. Zanim otrzymał rolę w serialu Nikita, pracował w teatrze i otrzymywał mniej lub bardziej znaczące role w filmach i serialach TV.

## Życie prywatne
Obecnie mieszka w Kalifornii. Od 1991 roku żonaty z aktorką Xenią Gratsos, która wystąpiła gościnnie w serialu Nikita w odcinku „Hand to Hand” (Sezon 3).

## Filmografia
- 24 godziny jako Alexander Trepkos, Sezon 2 (2003) oraz Sezon 7 (2009)
- Czarodziejki („Vaya Con Leos”) (2006) jako Elder
- Nikita (1997 - 2001) jako szef Sekcji 1, Paul L. Wolfe
- Strażnik Teksasu („The Legend of Running Bear”) (1994) jako agent FBI Tom Sanders
- Szpital miejski (1992) jako Peter Kaufman
- Żar tropików („Alive and Kicking”) (1992) jako Colt
- Żar tropików („The Mariah Connection”) (1991) jako Garrity
- Dallas („Paradise Lost”) (1990) jako Phil Rogers
- Intruz (1989) jako Danny
- Harlem Nights (1989) jako detektyw Hogan
- Strefa mroku (1989) jako Michael Stephens
- Sledge Hammer! („A Clockwork Hammer”) (1987)
- No Way Out (1987) jako CID Agent
- Falcon Crest („The Avenger”) (1984) jako Jim Parker
- T.J. Hooker („The Shadow of Truth”) (1983) jako Hitman
- Hill Street Blues („Blood Money”) (1981) jako Art Show Suitor
- Aniołki Charliego („Homes Sweet Homes”) (1980) jako Marty